# 5846 Hessen
Az 5846 Hessen (ideiglenes jelöléssel 1989 AW6) a Naprendszer kisbolygóövében található aszteroida. Freimut Börngen fedezte fel 1989. január 11-én.